# Triagem (Rio de Janeiro)
Triagem é um bairro não-oficial da cidade do Rio de Janeiro, próximo a Benfica, na Zona Norte do município. Nele estão localizadas uma estação de trens e uma estação de metrô que levam seu nome, além de abrigar o Hospital Central do Exército (HCE) e várias fábricas e indústrias.
Em 2011, o bairro passa por uma profunda revitalização por ocasião da criação do projeto habitacional Bairro Carioca.